# Simaetha almadenensis
Simaetha almadenensis là một loài nhện trong họ Salticidae.
Loài này thuộc chi Simaetha. Simaetha almadenensis được Marek Żabka miêu tả năm 1994.